# 库恩拉皮兹大坝
库恩拉皮兹大坝（英語：Coon Rapids Dam）是位于明尼苏达州布鲁克林帕克和库恩拉皮兹之间的密西西比河上的一座混凝土重力坝。它位于明尼阿波利斯市中心以北约12英里（19公里）处。1914年至1966年间，该大坝为双子城北部郊区提供水力发电。自1978年以来，它主要用于娱乐。由于该大坝没有任何船闸，因此它是密西西比河可通航部分的北端。该大坝归属亨内平县的三河公园区所有；安诺卡县拥有并经营着河边的一座公园。

## 设施

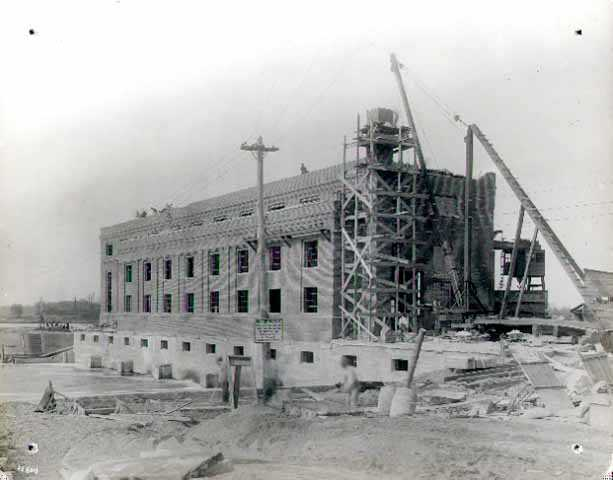
1914年在建的库恩拉皮兹大坝发电厂

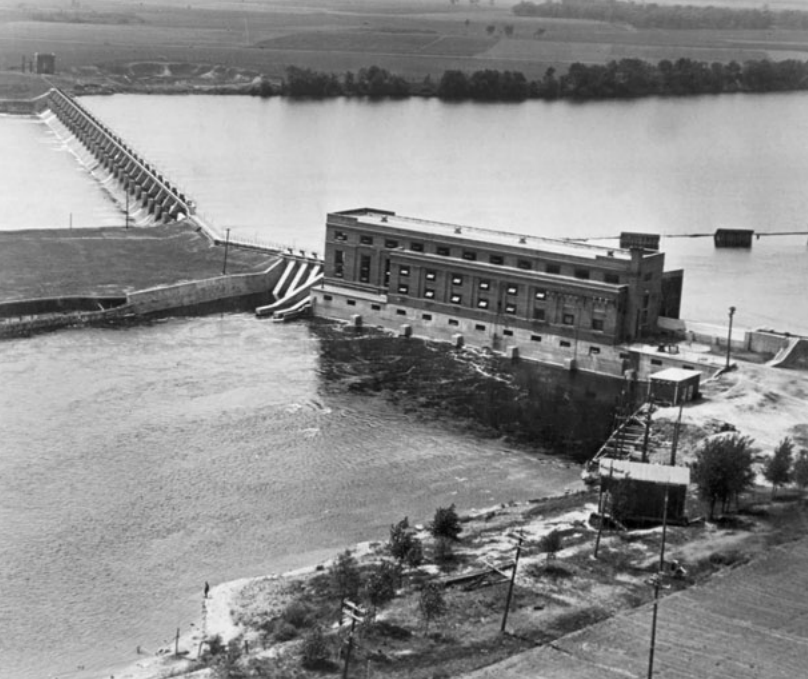
1928年原库恩拉皮兹大坝和发电站

1898年，明尼苏达州库恩拉皮兹附近开始计划修建一座水力发电大坝。尽管最初设想是作为私人项目运营，但1911年国会批准了联邦政府对该大坝的资助，使其成为公私联合运营的大坝。土地是从约翰·邓恩手中购买的，河中央的岛屿邓恩岛以他的名字命名。库恩拉皮兹大坝于1913年1月开始建设，并于1914年3月完工；发电则于1914年8月开始。大坝建造过程中使用了超过42000立方码（约32100立方米）的混凝土。它有28个钢闸门，这些闸门可以升起和降下，让水从下面流过。大坝安诺卡县一侧的其中一个原始钢闸门可供参观。
大坝内没有船闸。1913年11月，在工程开始后，圣安东尼瀑布商业俱乐部游说国会在大坝上加设船闸。然而，由于大坝上方的河流被认为不适合通航，电力公司无需建造价值15万美元的船闸。
到了20世纪60年代，大坝上的水力发电不再盈利，并于1966年停止发电。该发电厂于1967年被拆除，1969年北方州电力公司将大坝捐赠给了亨内平县公园区。1977年，大坝上修建了一条人行道，公园于1978年开放。
1994年，安诺卡县与三河公园区签订了一项为期30年的租赁协议，租赁安诺卡县一侧的大坝。由于维护成本，三河公园区于2010年考虑将大坝出售给明尼苏达州自然资源部，结果在2011年与安诺卡县发生纠纷，导致三河公园区撤销了租约。随着安诺卡县购买租赁土地，争议得到了解决。

### 1997年重建
到了20世纪90年代，大坝面临严重的磨损，被美国陆军工程兵团评定为“重大危险”，预计大坝一旦倒塌将造成严重后果，甚至可能导致人员死亡。建议在五年内进行修复。原有的混凝土桩已磨损，地基土壤正在侵蚀，二十八扇木门和金属门中有许多因冰冻而损坏和扭曲。1995年到1997年，亨内平县公园局实施了一项为期两年、耗资620万美元的大坝重建计划。虽然使用了原来的地基，但大坝的其余部分已完全重建。新大坝由四个带有充气橡胶囊的闸门组成。1997年和2000年，气囊出现撕裂，需要修复，因此，2002年对气囊进行了彻底更换，并采用了升级设计。

### 后期修缮
1997年重建时安装的橡胶气囊被证明无法有效阻止亚洲鲤鱼进一步向上游扩散。2013年至2014年间，在一项耗资1600万美元的项目中，橡胶气囊被九个钢闸门取代。作为同一项改造工程的一部分，还安装了一个450英尺的消力池，以取代正在老化的混凝土护坦。
曾有提案要求恢复大坝的发电。公园区在2009年提出了一项提案，建造一座耗资3000万美元的发电厂，每年可产生44兆瓦的电力。这些提案尚未获得支持。

## 规格

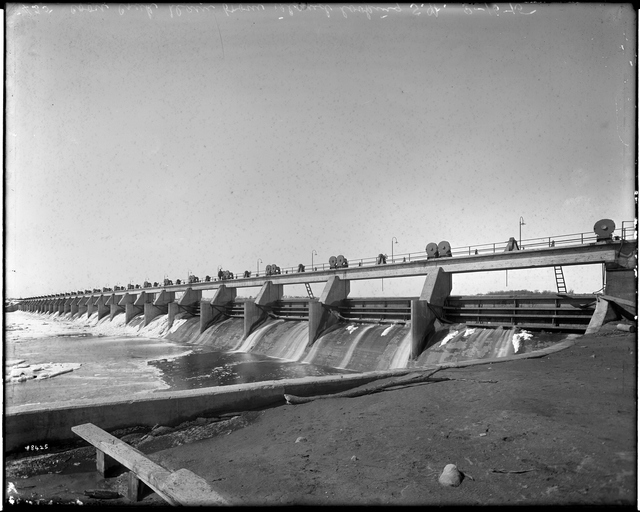
1920年竣工的库恩拉皮兹大坝，保留了原始的“水下流”设计

大坝由一条1000英尺（300米）长的主坝段组成，坝段上有一个103英尺（31米）长的控制闸门和九个附加钢闸门，将亨内平县一侧与安诺卡县一侧的邓恩岛连接起来。一条较短的400英尺坝段将邓恩岛与安诺卡县一侧连接起来，该坝段原先包含一个200英尺长的发电厂。源头和尾水之间的高差通常约为19英尺（5.8米），大坝和原河床之间的高差为13英尺。该水池面积约为600英亩，在上游约六英里处的钱普林渡轮街大桥之后，大坝的影响逐渐减弱。

## 娱乐活动

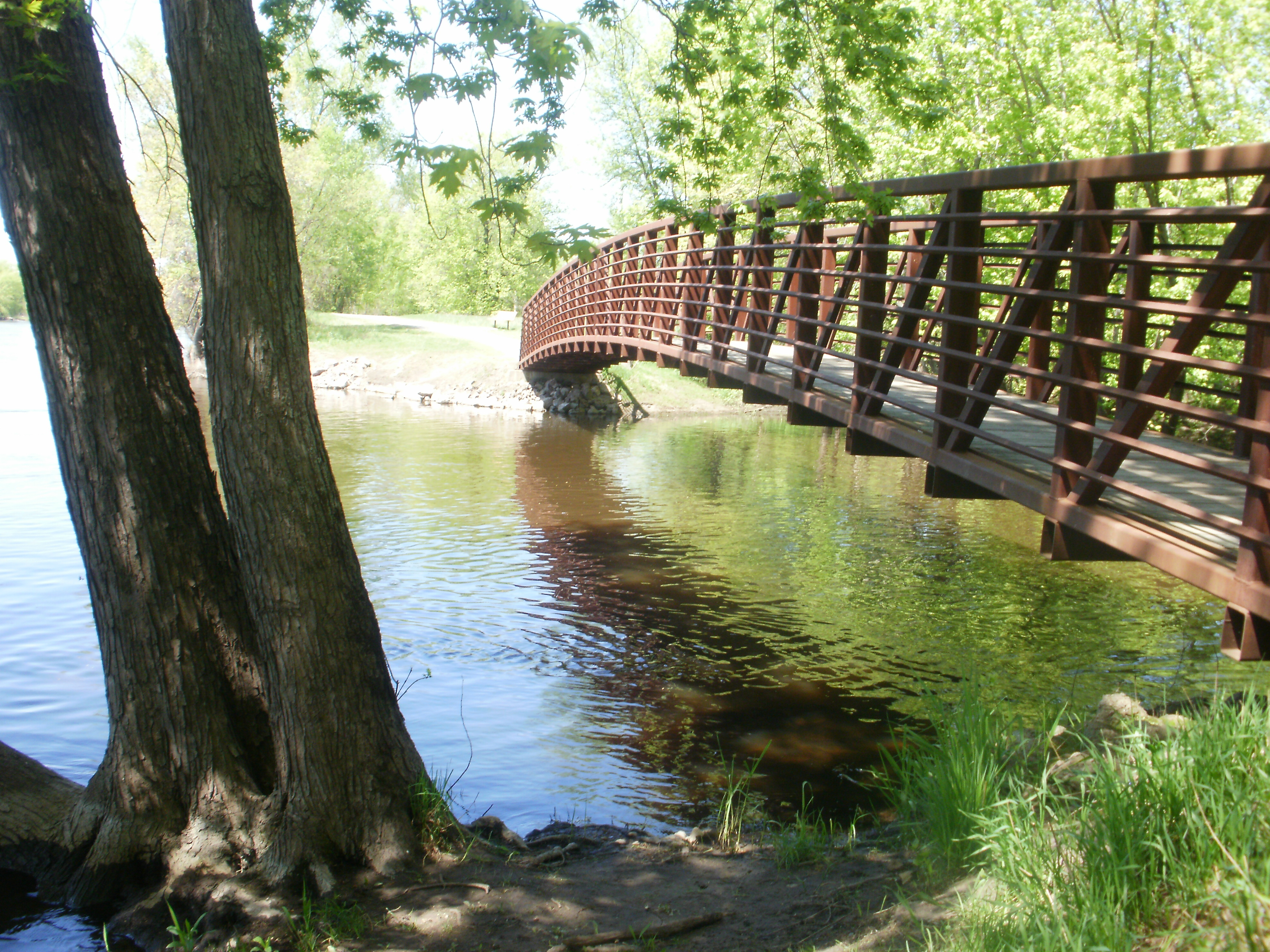
公园安诺卡县一侧，库恩溪与密西西比河交汇处的人行桥

三河公园区是一个特殊的公园区，服务于双子城郊区，包括亨内平、卡弗、达科他、斯科特和拉姆西县郊区，该公园区拥有大坝并经营着位于大坝西南侧的160英亩密西西比门户区域公园（Mississippi Gateway Regional Park）。安诺卡县公园局在大坝的一侧拥有并经营着一个占地446英亩的公园，即库恩拉皮兹大坝区域公园（Coon Rapids Dam Regional Park）。公园里可以看到许多物种，包括水貂、海狸、鹰、鱼鹰、鹿、乌龟和水獭。
塞奈科湖（Cenaiko Lake）是位于安诺卡县一侧的一个占地28.59英亩的人工湖，湖里养殖着虹鳟鱼，还有其他物种。塞奈科湖于1987年修建，以安诺卡县前专员尼克·塞奈科（Nick Cenaiko）的名字命名。
每年有超过35万名游客参观这些公园。
该大坝通过拉什溪区域步道连接至榆树溪公园保护区。